# 布纹透孔螺
布纹透孔螺（学名：Diodora quadriradiata）是裂螺科天蓋螺亞科天蓋螺屬的一种。

## 分佈
主要分布在韩国、中国大陆及台湾的北部、小琉球、屏東縣恆春半島、大樹房、綠島，常栖息于潮间带岩礁区。

## 外部連結
- 維基物種上的相關：布纹透孔螺